# PIWIL1
PIWIL1‏ (Piwi like RNA-mediated gene silencing 1) هوَ بروتين يُشَفر بواسطة جين PIWIL1 في الإنسان.